# Yordan Mitkov
Yordan Mitkov, né le 3 avril 1956 à Asenovgrad, est un haltérophile bulgare.
Il a remporté la médaille d'or dans la catégorie des 67,5-75 kg aux Jeux olympiques de Montréal (1976). Il a également été champion du monde en 1976 et vice-champion du monde en 1975. Aux Championnats d'Europe, il a remporté l'or en 1979, l'argent en 1975 et le bronze en 1976.